# Еду Марангон
Еду Марангон (порт. Edu Marangon, нар. 2 лютого 1963, Сан-Паулу) — бразильський футболіст, що грав на позиції півзахисника.

## Клубна кар'єра
Еду Марангон розпочав свою футбольну кар'єру в клубі «Португеза Деспортос» в 1984 році, де провів чотири роки.
У 1988 році він відправився в Європу у «Торіно». У Турині він провів сезон, в якому зіграв 22 матчі і забив два голи у Серії А. У 1989 році він переїхав до португальського «Порту», але зіграв лише два матчі чемпіонату і взяв мінімальну участь у виграному чемпіонстві Португалії 1990 року.
Того ж року він повернувся до Бразилії і став гравцем «Фламенгу». З Фламенго він швидко пішов у «Сантус», де грав у 1990-1991 роках. У 1991-1992 роках він виступав у «Палмейрас», з якого він відправився у новостворену Джей-Лігу в клуб «Йокогама Флюгелс». З «Йокогамою» він виграв Кубок Імператора в 1993 році та Кубок володарів кубків АФК 1995 року. У 1995 році він виступав в Уругваї за «Насьйональ».
1996 року повернувся на батьківщину і став виступати за «Корітібу». 17 листопада 1996 року в матчі проту «Греміо» Еду зіграв свій останній матч в бразильській Серії А. Загалом у цьому турнірі він зіграв 94 матчі і забив 10 голів. В наступному році Марангон пограв за нижчолігові клуби «Інтернасьйонал Лімейра» та «Брагантіно», після чого завершив кар'єру.

## Виступи за збірну
В офіційних матчах у складі національної збірної Бразилії дебютував 19 травня 1987 року у матчі проти національної збірної Англії (1:1) на Кубку Стенлі Роуза, який здобула саме Бразилія. У тому ж році Еду брав участь у Кубку Америки 1987, де Бразилія вилетіла вже на груповому етапі, а Еду зіграв проти Венесуели (гол на 33 хвилині) і Чилі. На наступний матч Еду довелося три роки чекати до 13 грудня 1990 року, коли він з'явився в грі проти Мексики (0:0), що стала останнім матчем у збірній. Всього у формі головної команди країни зіграв 9 матчів і забив один гол.

## Тренерська кар'єра
Після закінчення своєї футбольної кар'єри Еду Марангон став тренером і очолював клуби «Інтернасьйонал Лімейра» (1999), «Португеза Деспортос» (2002), «Парана» (2003), «Жувентус» (Сан-Паулу) в 2005, 2007 і 2009 роках, «Ріу-Клару» в 2008 році.

## Статистика
| Збірна Бразилії | Збірна Бразилії | Збірна Бразилії |
| Роки            | Ігри            | голи            |
| --------------- | --------------- | --------------- |
| 1987            | 8               | 1               |
| 1988            | 0               | 0               |
| 1989            | 0               | 0               |
| 1990            | 1               | 0               |
| Усього          | 9               | 1               |

## Титули і досягнення
- Чемпіон Португалії: 1989-90
- Володар Суперкубка Португалії: 1990
- Володар Суперкубка Азії: 1995

Збірні
- Переможець Панамериканських ігор: 1987